# Carsten Kidde-Hansen
 Der er flere personer med dette navn, se Carsten Hansen.
Carsten Kidde-Hansen (31. marts 1912 – 7. december 2004) var en dansk direktør, far til John Kidde-Hansen.
Han var søn af snedkermester L.C. Hansen (død 1970) og hustru Anna f. Poulsen, udgik fra Helsingør højere almenskole, blev uddannet ingeniør i maskinteknik fra Københavns Maskinteknikum 1935 og var driftsingeniør hos A/S Titan 1935-44. Han blev dernæst driftsleder hos Danfoss 1944, direktør for fabrikationen sammesteds 1956 og var adm. direktør for fabrikationen 1961-74. Han var medlem af direktionen for Danfoss-Flensburg, Automat. Schalt-und Regelapparate GmbH, og Danfoss-Werk Offenbach GmbH til 1974.
Kidde-Hansen var medlem af Akademiet for de Tekniske Videnskaber, formand for bestyrelsen for Sønderborg Teknikum, medlem af bestyrelsen for Foreningen af Fabrikanter i Jernindustrien i Provinserne 1969-74 og af forretningsudvalget for Sammenslutningen af Arbejdsgivere indenfor Jern- og Metalindustrien i Danmark 1967-74 og af hovedbestyrelsen for Dansk Arbejdsgiverforening 1969-74. 
Han blev gift 1. gang 8. september 1940 med Grethe Stützer (24. juni 1918 – 1949); 2. gang 14. marts 1950 med Annelise Stützer (født 22. september 1923), begge døtre af boghandler A. Stützer (død 1945) og hustru Martha f. Johansen.